# Radomír Šimůnek
Radomír Šimůnek (8. dubna 1962 Vrchlabí – 10. srpna 2010 Kamenice u Prahy) byl československý a posléze i český reprezentant v cyklokrosu. Před rokem 1989 se dvakrát stal amatérským mistrem světa, v roce 1991 získal zlatou medaili na mistrovství světa v Gietenu, ve stejném roce byl Klubem sportovních novinářů zvolen Sportovcem roku. V roce 1992 způsobil autonehodu, při níž zemřeli tři lidé, za což byl odsouzen k 18měsíčnímu nepodmíněnému trestu. Po pěti měsících vězení byl díky udělení milosti Václava Havla propuštěn.
Jeho syn Radomír Šimůnek rovněž začínal s cyklokrosem, později vynikl v silniční cyklistice.
Byl synovec Miloše Fišery, dvojnásobného mistra světa v cyklokrosu. Na MS 1982 ve francouzském Lanarvily získal Miloš Fišera zlatou a jeho synovec Radomír Šimůnek stříbrnou medaili. Zemřel 10. srpna 2010 na cirhózu jater.

## Vybrané sportovní úspěchy
- 1980 : MS juniorů – 1. místo
- 1982 : MS amatérů – 2. místo
- 1983 : MS amatérů – 1. místo
- 1984 : MS amatérů – 1. místo
- 1989 : MS amatérů – 2. místo
- 1991 : MS – 1. místo